# هانس گایستر
هانس گایستر (آلمانی: Hans Geister; ۲۸ سپتامبر ۱۹۲۸ – ۱۶ مه ۲۰۱۲) دونده سرعت اهل آلمان بود.
وی در مسابقات کشوری و بین‌المللی در مجموع برندهٔ ۱ مدال نقره، ۱ مدال برنز شده‌است.